# Oscar Ferrigno (hijo)
Oscar Pedro Álvaro Ferrigno (Buenos Aires; 1 de enero de 1962) es un actor y director de escena argentino. 
Pertenece a una familia de actores; es el hijo de la actriz Norma Aleandro y del director de teatro y actor Oscar Ferrigno. Por parte de madre es nieto del actor Pedro Aleandro y de la actriz María Luisa Robledo y sobrino de la actriz María Vaner. 
Estuvo en pareja con la exmodelo Sandy Rutenberg con quien tuvo un hijo, Ivan Ferrigno. En la actualidad está en pareja con la actriz y profesora de teatro Valeria Lorca, con quien tiene un hijo, Lucio. Ha realizado una intensa actividad artística en el cine, el teatro y la televisión.

## Actividad profesional
Hizo estudios de teatro con Agustín Alezzo, Augusto Fernandes, Norma Aleandro, Pedro Aleandro y Emilio Alfaro. De 1982 a 1985 participó del grupo de teatro callejero Kalu Kalu, del que fue uno de sus fundadores. Debutó en cine en 1984 y ha actuado en diversas películas, entre ellas Cleopatra (2003) junto a su madre, y en Kamchatka (2002). Como director tuvo la responsabilidad de las puestas de varias obras, entre ellas Juegos a la hora de la siesta de Roma Mahieu en 1994; Juego perverso de Tenace MacNally en 1996, Doña Ramona de Víctor Manuel Leites en 2000, El zoo de cristal de Tennessee Williams en 2003 y La señorita de Tacna de Mario Vargas Llosa, en el Teatro Maipo, en la que también actuó junto a su madre.

## Teatro
Director
- Juegos a la hora de la siesta
- Juego Perverso
- Doña Ramona
- El zoo de cristal
- Pareja abierta
- La señorita de Tacna
- Doña Ramona

Actor
- Maktub (estaba escrito)
- La señorita de Tacna
- De rigurosa etiqueta
- Ricardo III

Diseño de luces
- Un poco toco

## Filmografía
- Angelita, la doctora (2016) ....
- Familia para armar (2011) .... Ernesto
- Cleopatra (2003) .... Director de televisión
- Kamchatka (2002) .... Padre Juan
- La muerte y la brújula (cortometraje) (2000) .... Forkel
- El faro (1998) .... Priesto
- Corazón iluminado (1996) .... Martín
- Carlos Monzón, el segundo juicio (1996) .... Hincha
- Rey de todos los mares (1996)
- Facundo, la sombra del tigre (1995)
- Cien veces no debo (1990) .... Paco
- Debajo del mundo (1987)
- Obsesión de venganza (1987)… Violador 2
- Sucedió en el internado (1985) .... Banda de Charly
- Tacos altos (1985) …Tulio
- La historia oficial (1985)….Alumno 1
- Juego perverso (1984)

## Televisión
- Chispiluz y su mundo (1987) Serie .... Chispiluz
- Apasionada (1993) Serie .... Rodolfo
- Primicias (2000) .... Quadrelli
- Culpables (2 episodios, 2001) .... Miki
- Tiempo Final (1 episodio, 2002) .... Carlos
- La mandrágora (1 episodio, 2006) .... Él mismo
- El Puntero .... Dr.Alfredo (2011)
- Historia clínica .... Carlos Alberto Andreola (1 episodio, 2013).
- Vida de película.... (2017).